# ビブリオフィリア

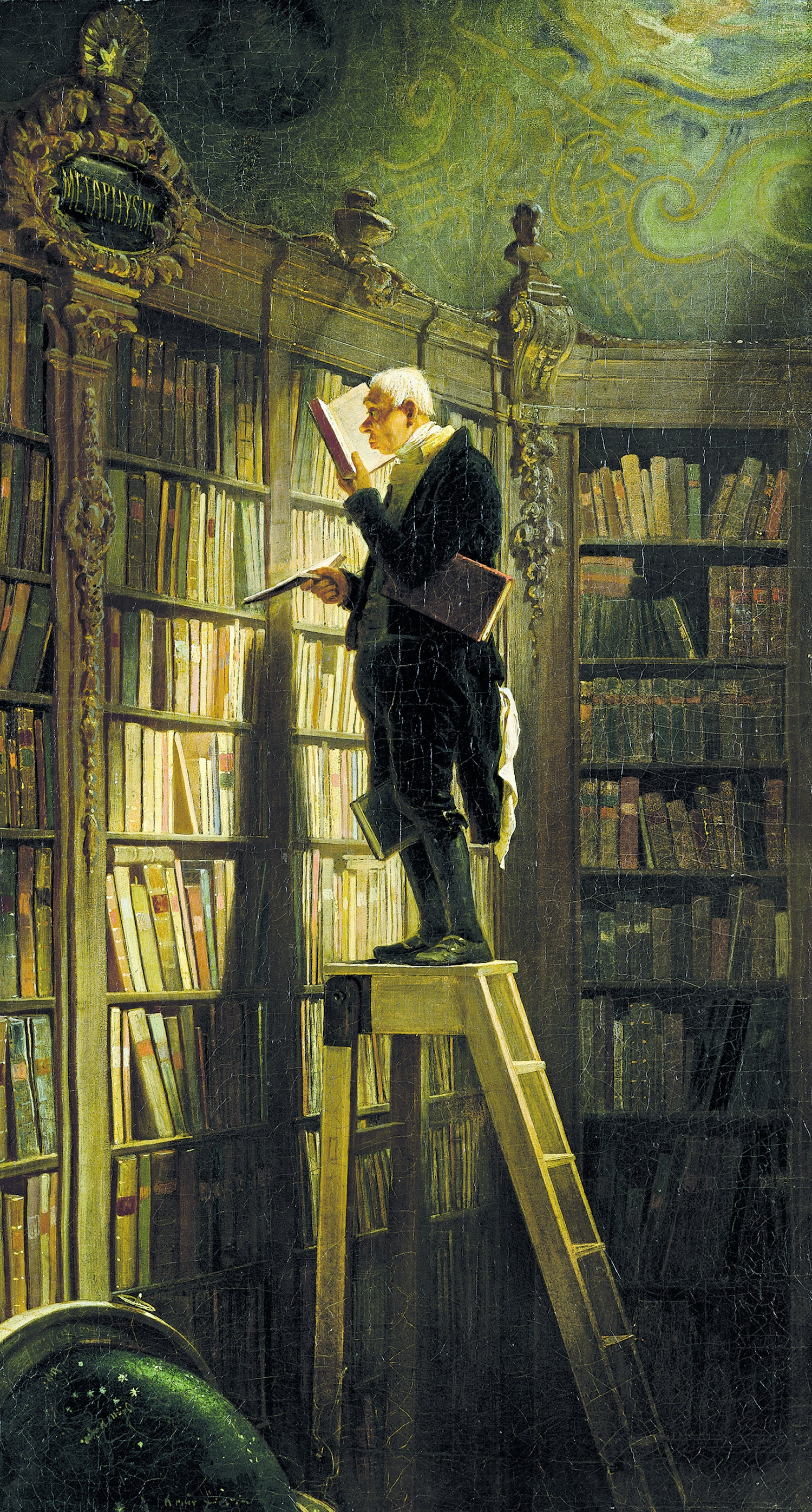
『本の虫』
カール・シュピッツヴェーク画、1850年。

ビブリオフィリア (bibliophilia) は、本（書籍）に対する愛のこと。日本では慣用的に、ビブロフィリアとも表記される。
本に対する愛を発露する人のことは、ビブリオフィル(英: bibliophile、仏: bibliophilie)という。愛書家とも呼ばれる。
「読書家は本の内容あるいは本を読むという行為が好きな者である。一方、愛書家は“書籍”という物体を愛する者である。」と定義的に言及されることもある。
書籍を愛好する性癖および書籍を収集する習慣は、ビブリオフィリズム（bibliophilism、書籍愛好）と呼ばれる（形容詞形は、bibliophilic）。

## 側面
古典的な愛書家は書籍を読み、それを賞賛し、収集することを好む。そしてしばしば、大量かつ特殊化されたコレクションを所有する。
愛書家が、必ずしも愛する書籍を所有したいと望んでいる訳ではなく、図書館の古い蔵書を愛でるという選択肢もある。
しかし通常、愛書家は熱心な蔵書家でもある。より古く希少な本や珍しい本、初版本、特殊な装丁の本、作家の自筆原稿などにより高い価値を見出し、コレクションに大金をつぎ込むこともある。

## ビブリオマニア
愛書家はビブリオマニア（bibliomania、フランス語:Bibliomanie、ビブリオマニー、愛書狂、猟書家）と混同されてはいけない。ビブリオマニアは強迫性障害の一種で、社会生活もしくは当人の健康に悪影響を及ぼすもので、書物に対する姿勢が「集め、愛でる対象」というよりも「収集する（狩り集める）対象」であるとする違いがある。
このビブリオマニアという語はビブリオフィリー (bibliophily) という語に置き換えられていることもある。だが米国議会図書館 (the Library of Congress) ではビブリオフィリーという語を使用しておらず、むしろ読み手側に“書籍の収集趣味”と“猟書癖”のどちらに解釈するのかを任せている。ニューヨーク公立図書館 (The New York Public Library) でも同様である。

## 歴史
Arthur H. Mintersは、「書籍の個人的な収集は、キケロやアッティクスを含む多くのローマ人がふけった道楽である。」と述べている。またウィリアム・グラッドストン英国首相が、愛書家であったこともよく知られている。
この語は、1824年に英語の語彙に加えられた。
1583年には、「書籍そのもの（特に読書すること）を愛するもの」を意味する語として、執筆、出版、販売に従事する者の総称としてより一般的な用語である bookman の概念から区別された。